# 巴德拉·道勒格尔
巴德拉·道勒格尔（1958年12月28日—）女，蒙古族，蒙古南戈壁省人，蒙古国政治人物。

## 生平
道勒格尔生于南戈壁省曼达勒敖包（Mandal-Ovoo）。1981年自蒙古国立大学法学专业毕业。1990年自蒙古人民革命党高级党校毕业。后来，她担任南戈壁省及蒙古国法官，并曾任国家大呼拉尔顾问。在2000年国家大呼拉尔选举中，道勒格尔作为蒙古人民革命党候选人在南戈壁省第29选区胜出，从而自2000年至2004年担任国家大呼拉尔委员。2008年9月，她被任命为政府办公厅主任。

## 家庭
道勒格尔已婚，有两个孩子。